# کامیلا تامسن
کامیلا تامسن (دانمارکی: Camilla Thomsen؛ زادهٔ ۱ نوامبر ۱۹۷۴) بازیکن هندبال اهل دانمارک بود.
از افتخارات وی می‌توان به کسب مدال طلا به‌همراه تیم ملی هندبال زنان دانمارک در بازی‌های المپیک تابستانی ۲۰۰۴ اشاره کرد.